# امغت

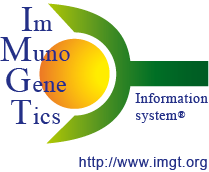

امغت (بالإنجليزية: International immunogenetics information system)‏ (اختصار: IMGT)، هو نظام معلومات الجينات المناعية الدولي، تأسس في مونبلييه في عام 1989 من قبل ماري بول ليفرانك (جامعة مونبلييه 2 ونرس) هو المرجع الدولي في علم المناعة إمونوينفورماتيكش. متخصصة في تسلسل وجينات وهياكل الغلوبولين المناعي أو الأجسام المضادة، مستقبلات الخلايا التائية، والبروتينات الرئيسية التوافق النسيجي من الفقاريات، البروتينات الفطرية من الفقاريات واللافقاريات والبروتينات الانصهار للتطبيقات المناعية (فبيا) والبروتينات المركبة للتطبيقات السريرية (كيكا).
IMGT® يتكون من قواعد البيانات، وأدوات تفاعلية وموارد الويب. يستخدم من قبل الباحثين في المختبرات الأكاديمية والصيدلانية في مجالات متعددة من البحث:
بحث أساسي:
(التحاليل من الأجسام المضادة ومواقع التعرف على مستقبلات الخلايا التائية في الحالات العادية (الالتهابات والسرطانات) والأمراض غير الطبيعية (المناعة الذاتية، نقص المناعة) الاستجابات المناعية وفي المتلازمات التكاثري (اللوكيميا، اللمفومات، الميلوماس))، والبحوث البيطرية (دراسة ذخيرة في الأنواع المحلية والبرية)، (دراسة تنوع وتطور جينات الاستجابة المناعية التكيفية)، البحوث في البيولوجيا الهيكلية والهندسة المضادة للأجسام المضادة والتشخيص، والتشخيص والعلاج العلاجي من اللوكيميا والأورام اللمفاوية والميلوماس (تحديد استنساخ الخبيثة (وتقييم الأمراض المتبقية)، (الطعوم، العلاج المناعي، اللقاحات). تم تسمية إمغت ® منصة المعلوماتية الحيوية ريو (2001)، إبيسا (منذ عام 2007)، تقنية الهضبة الكبرى للبحوث والابتكار لانغدوك روسيون (منذ عام 2005)، كانسيروبول غراند سود-كويست، رينابي، غر نرس: بيم، أسيث، لابيكس مابيمبروف، عضو مؤسسي أكاديمي في الرابطة الدولية للمعلوماتية الطبية (إيميا) (منذ عام 2006).